# Beppo Tonon
Giuseppe Tonon detto Beppo (Ponte di Piave, 23 marzo 1950) è un personaggio televisivo e ristoratore italiano.

## Biografia
Dopo breve formazione, Tonon inizia la sua attività professionale in Germania, dove si trasferisce per lavoro nel 1967. Tornato in Italia, apre il suo primo locale a Oderzo, iniziando al contempo il percorso di ricerca nel campo della decorazione, soprattutto per le sculture di verdura e frutta, che lo renderanno celebre.
Nel 1996, 1998 e nel 2004 si classifica primo ai tre più importanti concorsi di decorazione di coppe gelato a Longarone (BL), ad Alicante in Spagna e a Erfurt in Germania.
Nel 2006 vince la Coppa del mondo della gelateria a Rimini, capitanando la squadra italiana composta inoltre dai maestri gelatieri e pasticceri Roberto Rinaldini e Sergio Colalucci.
Nel 2014 è stato l’allenatore della squadra italiana che ha partecipato alla Coppa del Mondo della Gelateria a Rimini, composta da Stefano Biasini, Luca Mazzotta, Marco Martinelli e Massimo Carnio, che si è classificata al secondo posto.
Partecipa inoltre a svariate trasmissioni televisive sulle reti Mediaset, Rai e Fox International, ma anche all’estero, negli USA, in Giappone, America Latina e in Europa. Nel 2013 è stato ospite in TV su Vero TV e su MasterChef Italia Magazine.
Partecipa regolarmente alla trasmissione Rai2 Detto fatto in qualità di tutor di scultura vegetale.
Scrive per numerose riviste del settore in Italia e Spagna e insegna tecnica della scultura dei vegetali in scuole professionali italiane ed estere ed effettua dimostrazioni e mostre in moltissimi Paesi del mondo.
Tra i numerosi riconoscimenti ricevuti, spicca il premio di "Ambasciatore della Comunicazione 2011".
Nel 2014 riceve il Premio cultura dal Lions Club di Oderzo, in qualità di “scultore dell’effimero”.
Nel 2015 ha partecipato all’Expo di Milano con un’esibizione di intaglio nel Padiglione Italia.
Dal 1986 è, insieme alla moglie Luciana, ideatore e titolare di Ca’ Lozzio a Piavon di Oderzo, gelateria e ristorante, centro congressi ma anche e soprattutto circolo culturale e artistico, che ospita esposizioni d’arte e concerti di musica classica, lirica e moderna. L’ambiente è collocato all’interno di un’antica fornace con annessi abitativi già proprietà Lozzio, sapientemente restaurata e adattata allo scopo dall’Arch. Pier Antonio Apolloni, che nel 2014 la Regione Veneto ha riconosciuto “Luogo storico del commercio e locale di interesse storico e turistico”. E infatti gli ambienti di Ca’ Lozzio sono gremiti di opere artistiche contemporanee, soprattutto tele, ma anche centinaia di ceramiche dipinte, a firma di alcuni tra i protagonisti dell’arte contemporanea: da Riccardo Schweizer, a Gina Roma, da Cesco Magnolato, a Giulio Belluz, a Pino Castagna, a Giovanni Cavazzon e a decine di altri artisti, compresi gli scultori Nane Zavagno e Giorgio Igne.

## Le sue pubblicazioni
- Le composizioni scenografiche nei buffet, Boscolo Etoile, 2002, ISBN 9788884710628
- La frutta scolpita in gelateria, Hoepli, 2011, ISBN 9786001098208
- Fruttamore intagli per passione, di Beppo Tonon, Editrade, 2013, ASIN B00OFUHT8W